# Ditrău (gmina)
Ditrău – gmina w Rumunii, w okręgu Harghita. Obejmuje miejscowości Ditrău, Jolotca i Țengheler. W 2011 roku liczyła 5483 mieszkańców.